# Batalla del cap Ècnom
La batalla del cap Ècnom es va lliurar l'any 256 aC entre les armades romana i cartaginesa davant el Cap Ècnom (actualment anomenat Poggio di Sant'Angelo, terme de Licata) durant la Primera Guerra Púnica. A causa del nombre de vaixells i tripulacions que van participar (entorn de 100 remers i 150 soldats per vaixell) aquest enfrontament va ser una de les majors batalles navals de la Mediterrània a l'antiguitat.

## Preludi
Després de la batalla d'Agrigent, Roma va decidir construir una flota capaç d'amenaçar la supremacia cartaginesa a la mar Mediterrània. El desavantatge inicial romà en la guerra naval es veia compensada per l'ús del corb pels abordatges. Els resultats de la utilització del corb van ser una sèrie de victòries navals romans com la batalla de Miles, que van inspirar els romans per un possible intent d'invasió a terres cartagineses en el nord d'Àfrica.
No obstant això, una invasió de tal envergadura necessitava una gran quantitat de naus que permetessin transportar les legions, el seu equipament i provisions a terres africanes. A més del problema logístic, la flota cartaginesa patrullava les costes de Sicília, cosa que forçava que el transport fos en vaixells militars com els trirrems o quinquerrems, amb poc espai per a la càrrega. Per aquest motiu, Roma va construir una flota de 200 naus, que permetés travessar la Mediterrània amb seguretat, i els dos cònsols d'aquell any, Marc Atili Règul i Luci Manli Vulsó Llong, van ser elegits per dirigir aquesta tasca.
No obstant això, els cartaginesos no estaven disposats a permetre que una amenaça com aquesta es fes realitat, i van enviar una flota per interceptar un la flota romana. L'armada cartaginesa estava sota el comandament d'Hannó II el Gran i Hamílcar, el vencedor de la batalla de Drèpana.

## Batalla

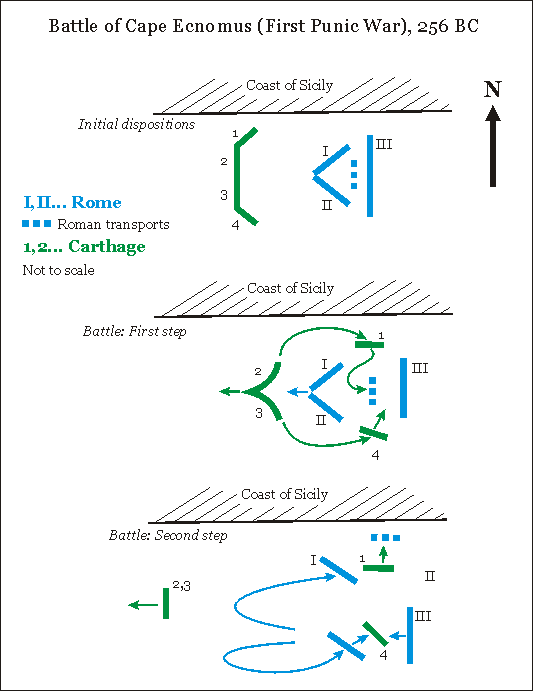
Les diferents fases de la batalla. En blau, Roma, i en verd, Cartago

Llavors, les tàctiques navals de la República Romana havien millorat molt. La seva flota va avançar al llarg de la costa de Sicília en formació de batalla, amb les naus militars desplegades en tres esquadrons. Els esquadrons I i II estaven directament controlats per cada un dels dos cònsols, i marcaven el ritme de la marxa, col·locats en forma de falca. El grup de naus de transport se situava just darrere ells, i el tercer esquadró cobria la rereguarda, afegint major protecció a la formació.
La flota de Cartago, al comandament d'Hamílcar i Hannó el Gran, va ser desplegada al complet per interceptar a la flota de desembarcament romana que transportava les tropes dels dos cònsols. Ambdues flotes es van trobar a la costa sud de Sicília, a l'altura del cap Ècnom. La formació de batalla cartaginesa inicial era la tradicional formació en línia, amb Hamílcar al centre i els dos flancs lleugerament avançats. Al comandament del flanc dret era Hannó.
Enfrontant-se directament amb l'enemic, el front romà va avançar contra el centre de la línia cartaginesa. L'almirall Hamílcar, en aquest moment, va fingir una retirada per permetre l'aparició d'un buit entre l'avantguarda romana i les naus de transport, que eren el veritable objectiu de l'enfrontament militar. Després d'aquesta maniobra, els dos flancs cartaginesos van avançar contra la columna deixada enrere i van atacar pels flancs, per evitar que els romans poguessin utilitzar el corb i abordar les seves naus. Els transports es van veure empesos cap a la costa siciliana, i els reforços van haver d'entrar en batalla per enfrontar-se a l'atac d'Hannó.
El centre de la línia cartaginesa va ser finalment derrotat després d'una llarga lluita, i va acabar fugint del camp de batalla. Llavors, els dos esquadrons romans del front van fer mitja volta per ajudar a la situació que s'havia creat a la rereguarda. El primer esquadró, dirigit per Manli, va encalçar l'ala esquerra, que assetjava els transports, i l'esquadró d'Atili va llançar un atac combinat amb el tercer esquadró contra Hannó. Sense el suport de la resta de la seva flota, els cartaginesos van patir una severa derrota. La meitat de la flota cartaginesa va ser capturada o enfonsada.

## Fets posteriors
Després de la batalla, els romans van prendre terra a Sicília per dur a terme les reparacions i perquè les tripulacions poguessin descansar. Les proes dels vaixells capturats als cartaginesos van ser enviades a Roma per guarnir els Rostra del fòrum romà, d'acord amb la tradició que havia començat després de la batalla de Miles. No gaire més tard, l'exèrcit romà va prendre terra a Cartago i va començar l'operació contra el seu enemic, liderada per Atili. Les següents batalles de la Primera Guerra Púnica es lliurarien, per tant, en terres cartagineses, amb victòries a les dues parts.
Atili seria derrotat per l'espartà Xantip, al comandament de l'exèrcit cartaginès, a la batalla del riu Bàgradas.